# District de Vézelise
Le district de Vézelise est une ancienne division territoriale française du département de la Meurthe de 1790 à 1795.
Il était composé des cantons de Vézelise, Favières, Haroué, Neuviller, Pulligny, Vandeléville et Vaudémont.